# Daniel Eduardo Adler
Daniel Eduardo Adler (Mar del Plata, 27 de octubre de 1963) abogado argentino, designado como fiscal general Federal ante la Cámara Federal de Mar del Plata. El pliego para su designación fue aprobado por el parlamento argentino y puesta en funciones en la presidencia de Néstor Kirchner el 3 de julio de 2006.

## Biografía
Nació en Mar del Plata. Hijo de Eduardo Adler, médico de la ciudad, y de Hebe Lucila Casal, maestra, es el hijo mayor de cinco hermanos. Casado en primeras nupcias con Paula María Pimpinato, y padre de cuatro hijos 
Ingresó a la Facultad de Derecho de la Universidad Nacional de Mar del Plata en el año 1982, luego de realizar el servicio militar en ese año en que ejerció la  opción  de voluntario para la guerra de Malvinas. 
Propició la reinstauración de la vida democrática en  los claustros a través de la conformación de los centros de estudiantes, siendo vocal y secretario de impresiones del primer Centro de Estudiantes. 
En 1984, ingresó al Poder Judicial de la provincia de Buenos Aires, desempeñándose sucesivamente como meritorio, empleado, secretario, defensor de pobres y ausentes y luego Juez en lo Criminal en el Departamento Judicial de Mar del Plata.  A partir del año 1988 desarrolló  en la praxis el sistema acusatorio a través de la realización de las encuestas preliminares, en años en que las fiscalías no realizaban investigaciones.  Siendo defensor oficial instauró la necesidad de que los defensores civiles pudiesen intervenir en los casos de divorcios vinculares,  los que hasta ese momento no eran tomados  a los pobres, e instauró un sistema por el cual las mujeres pudiesen acceder a la operación de ligaduras tubarias a través del servicio público de Salud, cuestión que desarrolló a través de las acciones de amparos. 

Llevó a la Unidad Penal XV el grupo de Alcohólicos Anónimos y la visita de profesionales de la salud mental para asistir a imputados. Fundador y Vicepresidente de la Fundación Alas para la reinserción social de las personas privadas de libertad. El 15 de enero de 2018 un tribunal marplatense se decretó el procesamiento de Juan Almada, Facundo Nefi, Marcio Liberatore, Oscar Papandrea, Eduardo Di Marco, Diego Barral, Mario Valentini, Juan Carlos Pacheco y Nicolás Ortalli, por haberlos considerado penalmente responsables del delito de trata de personas bajo la modalidad de captación y acogimiento con fines de explotación. Almada Díaz llegó al punto de compartir a través de redes sociales y mensajes fotos tomadas en el parque de la casa del fiscal Adler.
Como Juez en lo Penal le tocó intervenir en varios asuntos de relevancia institucional, entre ellos amparos colectivos vinculados a la tutela de personas privadas de libertad en comisarías y al servicio de los Hospitales Públicos, en los cuales dictó fallos en contra del Estado Provincial, obligando a no alojar presos en comisarías y a la adecuación del servicio de Salud a los estándares de mínimas exigencias de dignidad. Actuó como Juez en el caso “Gladys Bulacio”año 2005, uno de los primeros en admitir la legítima defensa de las mujeres en casos de violencia doméstica; caso “Pandolfi”año 2004, condena a una maestra jardinera por abuso sexual de niños; “Caso Bualo” año 2000, homicidio calificado de dos niños por venganza del padre sobre la madre donde se reveló la ausencia de contención del sistema respecto de situaciones de violencia contra la mujer; “Caso Etcheverría”, año 1999,donde se advirtió al matutino La Capital por la publicación de oferta sexual en avisos clasificados).
Fundó en el año 2000 la “Red de Jueces Penales de la Provincia de Buenos Aires”, institución que se opuso a las políticas regresivas al sistema inquisitivo.
En el año 2006, luego de un concurso de oposición y antecedentes, el presidente Néstor C. Kircher remite al Senado Nacional su pliego como Fiscal ante la Cámara Federal de Apelaciones de Mar del Plata, siendo aprobado por unanimidad y sin objeciones de las organizaciones de la sociedad civil. Desarrolló desde allí la promoción y ejercicio de la acción penal de los crímenes de la dictadura cometidos en la jurisdicción de Mar del Plata, interviniendo en la casi totalidad de los juicios orales y en el juicio por la verdad que desarrolló el Tribunal Oral Federal de Mar del Plata. Fue el fiscal del caso “Labolita”, del caso “Molina” ( primer juicio donde se responsabilizó a un militar por situaciones de abuso sexual contra mujeres), “Base Naval 1”,  caso “Moreno” ( donde por primera vez se mandó a investigar la responsabilidad civil empresaria vinculada a la desaparición de un abogado laboralista que defendía a los obreros de las cementeras), “Cueva y Cuarta” ( Circuito Clandestino de Investigación). Promovió la investigación de los asesinatos de la triple A en Mar del Plata ( caso CNU).
Fue elegido para integrar diversos jurados para la selección de Fiscales y ejerció los cargos de Fiscal del Tribunal de Enjuiciamiento de Magistrados del Ministerio Público Fiscal y luego vocal y Presidente del mismo Tribunal. En esas funciones intervino en los casos “Soca”, “Romero Victorica”, “Franco”, “Batule” y “Campagnoli”
Por su trabajo de investigación de casos de trata y conformación de la Mesa Interinstitucional contra la Trata de Personas en el año 2012 fue distinguido por el Senado de la Nación con el premio Alfredo Palacios en el año 2013. .
Cofundador de la  Mesa contra la Violencia Institucional en el año 2013, y en el año 2014 de la Asociación Justicia Legítima. 
Fue designado por la Sra. Procuradora General de la Nación  en el año 2013 primer Fiscal de Distrito Federal de la circunscripción Mar del Plata.
En el año 2014 fundó el FRENAR (Frente para la atención de las adicciones y prevención de las adicciones y abordaje de la narcocriminalidad).
Actualmente se desempeña como Profesor Adjunto Regular de Penal I, fue titular en otras unidades académicas y es autor de numerosas publicaciones en revistas especializadas de circulación local, nacional e internacional.